# Liczby pierwsze Germain
Liczba pierwsza Germain – w teorii liczb dowolna liczba pierwsza {\displaystyle p,} dla której liczba {\displaystyle 2p+1} również jest pierwsza (np. 23, ponieważ 2 · 23 + 1 = 47 jest liczbą pierwszą); liczby te zostały nazwane na cześć Marie-Sophie Germain (ciąg  A005384 w OEIS). Przypuszczalnie istnieje nieskończenie wiele liczb pierwszych Germain, jednak do 2012 roku jest to problem otwarty. Największą znaną liczbą pierwszą Germain jest {\displaystyle 2618163402417\cdot 2^{1290000}-1}, a jej zapis dziesiętny wymaga 388342 cyfr; została znaleziona 29 lutego 2016 przez urządzenie Xeon 4c+4c, podczas rozproszonych obliczeń w ramach projektu PrimeGrid, przy użyciu programów TwinGen oraz LLR.
Heurystyczne oszacowanie ilości liczb pierwszych Germain (za G.H. Hardym i J.E. Littlewoodem) wśród liczb pierwszych mniejszych od {\displaystyle n} wynosi {\displaystyle 2C_{2}/(\ln(n))^{2},} gdzie {\displaystyle C_{2}} jest stałą bliźniaczych liczb pierwszych, w przybliżeniu 0,660161. Dla {\displaystyle n=10^{4}} to oszacowanie przewiduje istnienie 156 liczb pierwszych Germain, co jest wartością o 20% mniejszą od faktycznej ilości tych liczb w przedziale, wynoszącą 190. Natomiast dla większej próbki {\displaystyle n=10^{7}} oszacowanie daje wynik 50822, a błąd wynosi 10% względem dokładnej wartości 56032.
Ciąg {\displaystyle \{p,2p+1,2(2p+1)+1,\dots \}} jednej lub więcej liczb pierwszych Germain, kończący się liczbą, która nie musi być liczbą pierwszą Germain, nazywana jest łańcuchem Cunninghama pierwszego rodzaju. Każdy wyraz tego ciągu, z wyjątkiem pierwszego i ostatniego, jest jednocześnie liczbą pierwszą Germain i bezpieczną liczbą pierwszą.
Jeśli liczba pierwsza Germain {\displaystyle p} przystaje do 3 (mod 4), to odpowiadająca jej liczba pierwsza {\displaystyle 2p+1} jest dzielnikiem liczby Mersenne’a {\displaystyle 2^{p}-1.}

## Generatory liczb pseudolosowych
Liczby pierwsze Germain mają praktyczne zastosowanie w generowaniu liczb pseudolosowych. Rozwinięcie dziesiętne {\displaystyle 1/q} tworzy ciąg {\displaystyle q-1} pseudolosowych cyfr, o ile {\displaystyle q} jest bezpieczną liczbą pierwszą liczby pierwszej Germain {\displaystyle p,} przy {\displaystyle p} przystającym do 3, 9, lub 11 (mod 20). Pasującymi liczbami pierwszymi {\displaystyle q} są 7, 23, 47, 59, 167, 179 itd. (odpowiadają one {\displaystyle p} = 3, 11, 23, 29, 83, 89 itd.). Wynik to ciąg {\displaystyle q-1} cyfr, włączając wiodące zera. Dla przykładu, używając {\displaystyle q} = 23, wygenerowany zostanie następujący ciąg: 0, 4, 3, 4, 7, 8, 2, 6, 0, 8, 6, 9, 5, 6, 5, 2, 1, 7, 3, 9, 1, 3. Liczby te nie nadają się do zastosowań kryptograficznych, ponieważ wartość każdej kolejnej można obliczyć używając jej poprzedników.